# Apollodoros (målare)
Apollodoros, (grekiska Aπoλλοδωρoς) var en målare från Aten, verksam omkring 400 f.Kr.
Apollodoros var den förste kände som blandade och fördrev färger så att ljus och skugga fick sin rätta verkan. På det sättet framträdde en kraftigare modellering än vad tidigare målare hade lyckats åstadkomma.